# جائزة رودس الدولية الكبرى 2017
جائزة رودس الدولية الكبرى 2017 (بالفرنسية: Grand Prix International de Rhodes 2017)‏ هو سباق دراجات هوائية، وهو الموسم رقم 1 من نفس السباق، وأقيم في 5 مارس 2017، وامتدّ لمسافة 191 كيلومتر، وهو أحد سباقات طواف أوروبا للدراجات 2017.
فاز فيه بالمركز الأول آلان باناسيك، وبالمركز الثاني أحمد أوركين، وبالمركز الثالث Joshua Huppertz ‏.

## الفرق
| فرق وطنية (4)- فريق بولندا لركوب الدراجات 2017 ‏ - فريق فنلندا لركوب الدراجات للرجال 2017‏ - فريق اليونان لركوب الدراجات للرجال 2017‏ - فريق سويسرا لركوب الدراجات 2017 ‏ |  |
| |  |

## التصنيف العام النهائي
| التصنيف العام | التصنيف العام           | التصنيف العام | التصنيف العام   | التصنيف العام |        |
| الدراج        | الدراج                  | البلد         | الفريق          | الوقت         | السرعة |
| ------------- | ----------------------- | ------------- | --------------- | ------------- | ------ |
| 1.            | آلان باناسيك            | بولندا        | بولندا          | + 0 ث         |        |
| 2.            | أحمد أوركين             | تركيا         | Torku Şekerspor |               |        |
| 3.            | Joshua Huppertz ‏        | ألمانيا       | Lotto-Kern-Haus | + 0 ث         |        |
| 4.            | Lukas Ruegg ‏            | سويسرا        | سويسرا          | + 0 ث         |        |
| 5.            | Carmelo Foti ‏           | إيطاليا       | Leopard         | + 0 ث         |        |
| 6.            | Roland Thalmann ‏        | سويسرا        | Roth-Akros      | + 0 ث         |        |
| 7.            | Ken-Levi Eikeland ‏      | النرويج       | FixIT.no        | + 0 ث         |        |
| 8.            | Geórgios Boúglas ‏       | اليونان       | (label missing) | + 0 ث         |        |
| 9.            | Fabian Lienhard ‏        | سويسرا        | فورارلبرغ       | + 0 ث         |        |
| 10.           | Mark Sehested Pedersen ‏ | الدنمارك      | VéloCONCEPT     | + 0 ث         |        |

## روابط خارجية
- جائزة رودس الدولية الكبرى 2017 على موقع إحصائيات الدراجات الإحترافية (الإنجليزية)